# Eldar Ćivić
Eldar Ćivić [eldar čivič] (* 28. května 1996, Tuzla, Bosna a Hercegovina) je bosenský fotbalový záložník hrající za maďarský Ferencvárosi TC. Jeho oblíbeným postem je levý kraj zálohy. Alternativně nastupuje na levé straně obrany..
Je muslim. Jeho starší bratr Muharem se také věnuje kopané.

## Klubová kariéra
V Bosně a Hercegovině hrál v klubu FK Sloboda Tuzla.
V roce 2012 se objevil ve svých šestnácti letech na testech v moravském týmu 1. FC Slovácko a zaujal. Na podzim roku 2014 jej trenér Svatopluk Habanec zařadil do prvoligového kádru mužstva. V 1. české lize debutoval 14. 3. 2015 v utkání proti 1. FK Příbram (porážka Slovácka 0:1).

V létě roku 2016 se blýskl v přípravě A-týmu, trenér Stanislav Levý jej využil v utkáních mj. proti anglickému West Ham United FC (remíza 2:2, vstřelil oba góly Slovácka) a ruskému FK Ural (remíza 0:0). Koncem května 2017 byl oznámen jeho přestup do Sparty Praha. S pražským klubem podepsal čtyřletou smlouvu.

## Reprezentační kariéra
Eldar Ćivić reprezentoval Bosnu a Hercegovinu v mládežnických kategoriích včetně U21. V seniorské reprezentaci debutoval 1. června 2018 v přátelském utkání proti Jižní Koreji a v utkání si připsal jednu asistenci.